# Armée des Vosges (1870)
Pour les articles homonymes, voir Armée des Vosges.
L'Armée des Vosges est constituée en octobre 1870 et placée sous les ordres de Giuseppe Garibaldi afin d'assurer la défense de la route de Lyon des armées prussiennes lors de la guerre franco-allemande de 1870.

## Histoire
Deux jours après la défaite de Sedan pendant la guerre franco-allemande de 1870 qui signe la chute de Napoléon III, Paris s'insurge et la Troisième République est proclamée,. Giuseppe Garibaldi, républicain italien, à la proclamation de la république, envoie un message au gouvernement de la Défense nationale, « Ce qui reste de moi est à votre disposition, disposez, ». La frange conservatrice et catholique ne voit en lui qu'un révolutionnaire et l'adversaire de 1849 et 1867. Finalement, certain du soutien des Comités Populaires et de personnalités du gouvernement, Garibaldi, débarque le 7 octobre à Marseille où le soutien populaire est important,.
Après avoir rejoint Tours, faisant office de capitale, et Léon Gambetta, Ministre de la Guerre et défenseur de la résistance contre les Prussiens, celui-ci n'offre à Garibaldi qu'un petit commandement, aucun officier supérieur français n'acceptant d'être sous ses ordres,. Gambetta lui confie malgré tout le commandement de tous les corps francs de la zone des Vosges, de Strasbourg à Paris et une brigade de gardes mobiles qui prend le nom de « armée des Vosges ».
L'armée est mal armée et mal équipée pour affronter un hiver particulièrement froid. Elle est composée de coloniaux, de gardes nationaux originaires de l'Aveyron, des Alpes-Maritimes et de Savoie, de corps-francs (Est et Sud-est de la France), de volontaires étrangers (polonais, hongrois, espagnols, américains et, surtout, italiens) : initialement moins de 4 000 hommes, puis 12 000 hommes en octobre 1870. 
Garibaldi place initialement son état-major à Dole le 14 octobre, mais ne se sentant pas à l'aise, il replie ses troupes sur Autun dans la nuit du 8 au 9 novembre. Il s'installe dans les locaux de la sous-préfecture avec son bras droit, le général Bordone. Les troupes de Garibaldi se font remarquer en ville par leur indiscipline : les pâtisseries sont prises d'assaut, d'autres commerces et maisons sont vandalisées, et un groupe de soldat coupent la tête d'une statue à l'Eglise Saint-Jean à l'issue d'une parodie de cérémonie religieuse. Dans la nuit du 12 au 13 novembre, un groupe d'un douzaine de soldats sous les ordres du capitaine Mick pénètre dans la chambre de l'évêque d'Autun, Monseigneur de Marguerye, en l'accusant de fournir des munitions aux Prussiens. Ils ne trouvent rien, mais profitent de la visite pour voler la montre de l'évêque.
Le 19 novembre, Ricciotti inflige une défaite aux Prussiens du général Werder à Châtillon-sur-Seine tandis que son père quitte Autun avec 17 000 hommes en direction de Dijon le lendemain. Les troupes de Garibaldi sont repérées rapidement par les Prussiens, et après un court combat le 26 novembre à Dijon, les troupes garibaldiennes reviennent à Autun le 30 novembre. Les Prussiens envoient un détachement de 3 500 soldats qui attaquent Autun le 1er décembre. La plupart des troupes loyales à Garibaldi se sauvent, laissant la défense de la ville aux mobilisés sous les ordres du général Pélissier.
Il faut attendre le 21 janvier 1871 pour que Garibaldi s'installe à Dijon, évacuée par les Prussiens le 9 janvier, ces derniers étant informés de l'arrivée depuis le nord des troupes régulières françaises menées par le général Bourbaki. Les 21, 22 et 23 janvier 1871, Dijon est attaquée par 4 000 Prussiens : Garibaldi sort victorieux tandis que Ricciotti s'empare d'un drapeau du 61e régiment poméranien. Un armistice entre en vigueur le 28 janvier 1871.

## Critiques
Après la fin des hostilités, une partie de l'Assemblée nationale ainsi que de hauts responsables militaires critiquent aussi l'action de Garibaldi et de son armée, certains le traitant d'imposteur. La commission d'enquête parlementaire présente Garibaldi comme un général politique et un traître révolutionnaire.
L'affaire du colonel Chenet est utilisée contre Garibaldi car l'armée y voit une insulte impardonnable à son honneur. Cet officier qui commande 4 compagnies (Guérilla gréco-française d’Orient) quitte Autun qu'il doit protéger sans ordre afin de rejoindre Lyon. Il est ramené à Autun et condamné à mort par une cour martiale, le 13 décembre 1870. Chenet est gracié par Garibaldi qui commue la peine en une dégradation en public. Le jugement est cassé le 2 février pour vice de forme puis Chenet est acquitté le 30 mars par le conseil de guerre à Lyon,,.
En 1903, Foch publie Des principes de la guerre. Il y souligne que Garibaldi, alors qu'il aurait pu utiliser une seule brigade, a immobilisé ses 20  à   30 000 hommes face à la brigade prussienne de 4 000 hommes au lieu de se porter au secours de l'armée de l'Est de Bourbaki, comme il en avait reçu l’ordre. Foch rend alors l'orgueil de Garibaldi responsable du désastre de l’armée de l’Est.

## Composition de la troupe

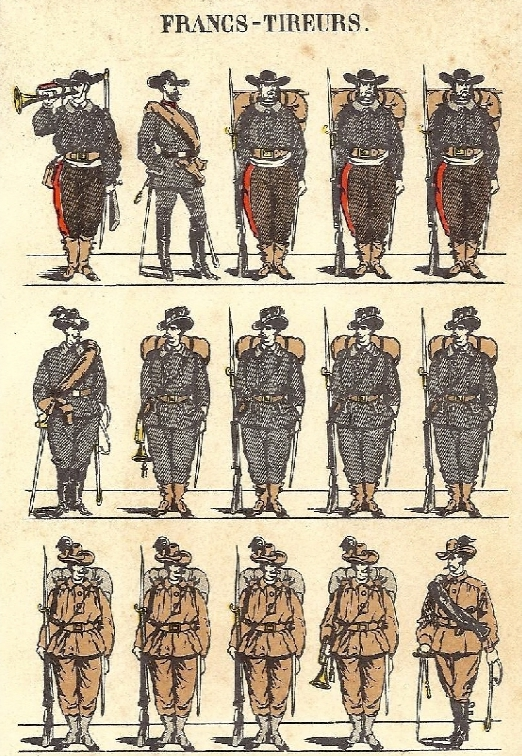
Francs-tireurs.

Le total des troupes, au moment de l'armistice, est de 20  à   30 000 hommes comprenant des Polonais, des Britanniques, des Basques espagnols, des Grecs et des Égyptiens ainsi que des « Turcos », troupes algériennes qui participent pour la première fois à des combats en France.
- 1re brigade sous le commandement du général Jozef Bossak-Hauké
  - Éclaireurs de Gray sous les ordres du commandant Lambert (1 bataillon).
  - Éclaireurs de Philippeville sous les ordres du commandant Gout (1 bataillon).
  - Éclaireurs du Rhône sous les ordres du commandant Lhost
  - Francs-tireurs volontaires du Rhône sous les ordres du capitaine Teinturier (1 compagnie).
  - Compagnie de tirailleurs sous les ordres du capitaine Pasanisi.
  - Légion espagnole sous les ordres du commandant Elola.
  - Compagnie espagnole sous les ordres du commandant Garcia.
  - Garibaldiens d'Alger sous les ordres du capitaine Dubiez.
  - Garibaldiens génois sous les ordres du commandant Panazzi.
  - 1er bataillon de mobiles des Alpes-Maritimes sous les ordres du commandant Bruneau
  - Légion italienne dite de Marsala sous les ordres du commandant Orense.
  - Chasseurs égyptiens sous les ordres du commandant Pennozi.
  - 42e bataillon de marche de mobiles de l'Aveyron sous les ordres du lieutenant-colonel William.
  - 1re légion de mobilisés de l'Isère sous les ordres du lieutenant-colonel Bleton.
- 2e brigade sous le commandement du général auxiliaire Delpech puis du général Lobbia. Chef d'état-major : Capitaine Jolivalt (armée régulière).
  - 1er bataillon de l'Égalité de Marseille sous les ordres du commandant Gauthier.
  - 2e bataillon de l'Égalité de Marseille sous les ordres du commandant Raymond.
  - Guérillas de Marseille sous les ordres du commandant Bousquet.
  - Tirailleurs garibaldiens du Var sous les ordres du commandant Danilo.
  - Francs-tireurs de l'Atlas sous les ordres du commandant Gallien.
  - Guérillas d'Orient sous les ordres du commandant Chenet, puis du commandant Jacquot dit de Saulcy.
  - Éclaireurs d'Orient sous les ordres du capitaine Corso.
  - 1 bataillon de la garde mobile du Gard sous les ordres du commandant Braconnier.
  - 1 compagnie d'infanterie de marine sous les ordres du capitaine Genet.
- 3e brigade sous les ordres du général Menotti Garibaldi. Chef d'état major : Commandant San Ambrosio.
  - 1 bataillon de mobiles des Alpes-Maritimes sous les ordres du commandant Monnié.
  - 1 bataillon de mobiles des Hautes-Alpes sous les ordres du commandant Bathélemy.
  - 3e bataillon de mobiles des Basses-Pyrénées sous les ordres du commandant Borel puis du commandant Hiriart.
  - Légion des volontaires italiens sous les ordres du commandant Tanara
  - 3e légion de mobilisés de l'Isère sous les ordres du lieutenant-colonel Combarieu.
  - Chasseurs des Alpes sous les ordres du commandant Ravelli
  - Francs-tireurs réunis sous les ordres du commandant Loste.
  - Francs-tireurs d'Oran sous les ordres du commandant Cruchy
  - Francs-tireurs de Franche-Comté sous les ordres du commandant Ordinaire
  - Compagnie de Vaucluse sous les ordres du Capitaine Eyraud.
- 4e brigade sous les ordres du colonel Ricciotti Garibaldi. Chef d'état-major : Capitaine (A) d'Houtetot. Intendant : Baumes. Payeur: Martinet. Chef de la mission télégraphique : Pascalin.
  - Bataillon du commandant Nicolaï.
  - Francs-tireurs de l'Allier sous les ordres du commandant Prieur.
  - Chasseurs savoisiens sous les ordres du commandant Michard.
  - Francs-tireurs de l'Aveyron sous les ordres du commandant Rodat.
  - Chasseurs du Dauphiné sous les ordres du commandant Rostaing
  - Éclaireurs du Doubs sous les ordres du commandant Begey.
  - Francs-tireurs de la Côte-d'Or sous les ordres du commandant Godillot.
  - Chasseurs du Havre sous les ordres du commandant Damone
  - Volontaires de Loir-et-Cher sous les ordres du commandant Dambricourt
  - Éclaireurs de Caprera sous les ordres du commandant Rolland
  - 2e légion de mobilisés de l'Isère sous les ordres du commandant Blache.
  - Francs-tireurs de Dôle sous les ordres du commandant Habert
  - Chasseurs du Mont-Blanc sous les ordres du commandant Tappaz
  - Francs-tireurs de la Croix de Nice sous les ordres du commandant Nivon
  - Francs-tireurs de Toulouse sous les ordres du commandant Grozowski
  - Francs-tireurs des Vosges sous les ordres du commandant Welker
  - Compagnie du Gers sous les ordres du commandant Duluc
  - Chasseurs républicains de la Loire sous les ordres du commandant Laberge
  - Compagnie des francs-tireurs dauphinois sous les ordres du commandant Dunières
  - Francs-tireurs du Croissant sous les ordres du commandant Barbot
  - Enfants perdus de la montagne sous les ordres du commandant Durrieu
  - Bataillon de mobilisés de la Côte-d'Or sous les ordres du commandant Lambert
- Cavalerie
  - 11e régiment de cavalerie mixte sous les ordres du lieutenant-colonel Renaudot
  - 1 escadron de hussards
  - 1 escadron de dragons
  - Cavaliers volontaires de Châtillon
  - Escadron des guides de Garibaldi
  - Escadron d'éclaireurs du Rhône
  - Cavaliers d'exploration
  - Cavaliers de Chambéry
  - Corps espagnol de cavalerie de Perpignan
- Artillerie
  - 2 batteries de 4 de la mobile de Charente-Inférieure
  - 1 batterie de 12 de la mobile mobilisée de Maine-et-Loire
  - 1 batterie de 4 du 2e régiment d'artillerie
  - 1 batterie de 4 à pied
  - 1 batterie de 12 du 2e régiment d'artillerie
  - 2 batteries de 12 de la mobile des Bouches-du-Rhône
  - 5 batteries de 4 d'artillerie de ligne de montagne
  - 1 batterie de mitrailleuses de volontaires
- Génie
  - 1 compagnie du 1er régiment du génie
  - 1 compagnie de génie auxiliaire italien
  - Compagnie de pontonniers du Rhône

Existaient en plus des compagnies avec des noms parfois étranges : les Francs-Tireurs de la Mort d'Algérie, les Francs-Tireurs de la Morte de Constantine et de Guelma, le 2e bataillon de l'Égalité de Sidi-Bel-Abbes, les Compagnies d'Algérie, la Guérilla Marseille, la Compañia Española, les Ours de Nantais, la compagnie de la Revanche, la compagnie franco-hispanienne, le bataillon des Enfants perdus de Paris....